# Drepananthus pruniferus
Drepananthus pruniferus là loài thực vật có hoa thuộc họ Na. Loài này được Joseph Dalton Hooker và Thomson công bố mô tả khoa học đầu tiên năm 1872 dựa theo mô tả trước đó của Alexander Carroll Maingay. Nó là một trong hai loài do Maingay mô tả và loài điển hình của chi Drepananthus. Loài còn lại là Drepananthus ramuliflorus.
Năm 1955 James Sinclair di chuyển nó sang chi Cyathocalyx và cho tới gần đây người ta coi danh pháp chính thức là Cyathocalyx pruniferus.
Năm 2010 Surveswaran S. et al. chuyển nó trở lại chi  Drepananthus.

## Phân bố
Malaysia bán đảo, Sumatra (Indonesia).